# Iglesia de San Sebastián (Revenga)

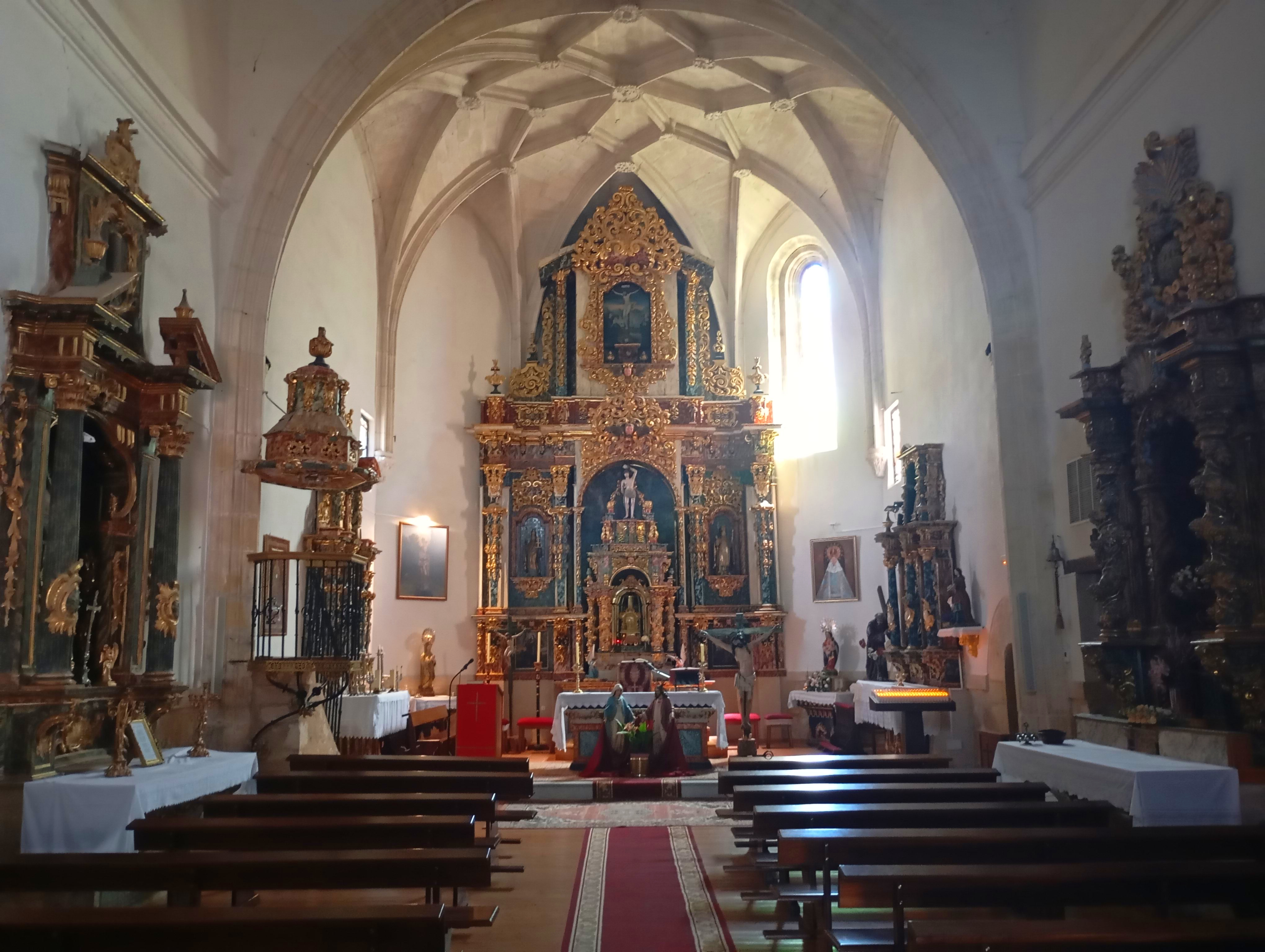
Interior de la Iglesia de San Sebastián

La iglesia parroquial de San Sebastián es una iglesia de torre románica y cabecera gótica situada en la localidad española de Revenga, en el municipio de Segovia y la provincia de Segovia.

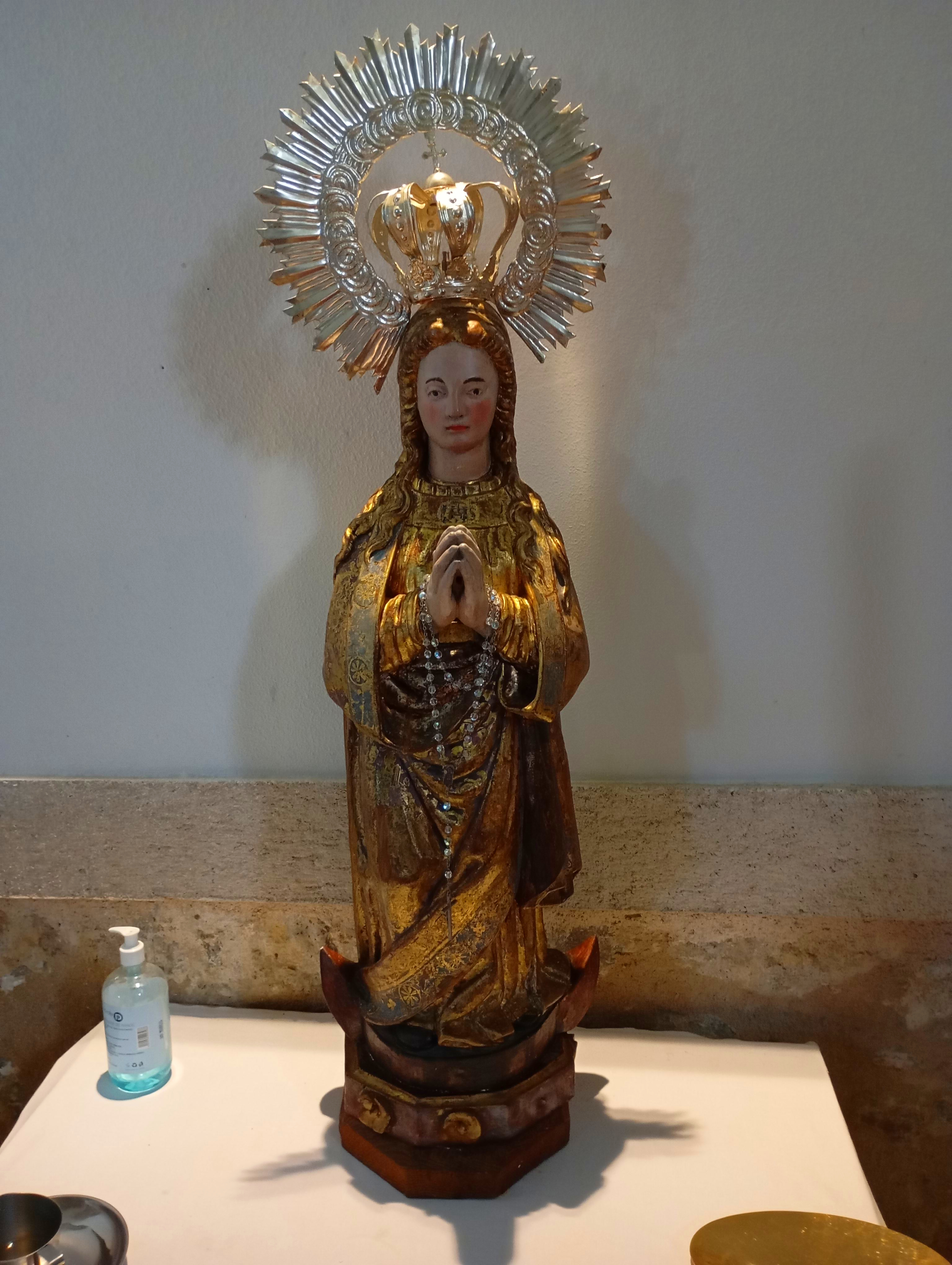
Nuestra Señora de los Remedios, una de las sitas en la iglesia de San Sebastián. Fue originalmente la virgen titular de la ermita homónima situada aneja al Convento de Casarás (Balsaín), trasladada a Revenga tras arruinarse la capilla el siglo XIX. Su advocación se debe a la conmemoración del triunfo de la batalla de Lepanto, el 7 de octubre de 1571, año de la reinauguración del complejo por Felipe II como casa real.

Se trata de un templo de nave única con cabecera, junto a cuyo muro sur se levanta una robusta torre. El conjunto ofrece desde lejos un aspecto homogéneo, con volúmenes poco resaltados. Un vistazo más cercano permite acercarse a su complejidad e interés.

## Estructura

### Torre
La torre consta de dos cuerpos. En el inferior se abren sin orden unos estrechos ventanucos. El superior se separa del inferior por una sencilla moldura y en todos sus lados menos en el norte se abren arcos pareados de medio punto. La torre es apenas más alta que la cabecera y sus muros están construidos en mampostería, empleándose los sillares en el refuerzo de las esquinas y en la franja en la que se abren los arcos del cuerpo superior. Por su aspecto, es una de las reminiscencias del estilo románico que algunos autores prolongan hasta el siglo XIV en la Tierra de Segovia.

### Cabecera
La cabecera o capilla mayor es de planta pentagonal. Las esquinas formadas por los paños se apoyan en el exterior en potentes contrafuertes de mampostería reforzados con sillares. Todo el espacio de la capilla se cubre con una bóveda de nervios que dibujan una estrella de seis puntas. En el muro oriental, los extremos de los nervios se apean en ménsulas, mientras que enfrente lo hacen sobre los pilares que sujetan el gran arco triunfal que separa nave y cabecera. En los cruces de los nervios aparecen claves decoradas. La mayor es la central, en la que se representa el jarrón con azucenas, símbolo de la diócesis de Segovia. El resto se decora con motivos vegetales (rosáceas y tallos entrelazados) y geométricos (crucetas y estrellas). En sus muros hay una ventana de arco de medio punto y otras dos rectangulares, todas ellas con vidrieras colocadas en la última restauración.
La nave, algo más baja que la cabecera, es el elemento que más reformas ha sufrido de todo el conjunto. Su acceso está situado a sus pies y se realiza a través de un arco de medio punto de grandes doveles sin decoración protegido por una pequeña techumbre de madera soportada en columnas de granito. Por la escasa documentación que se conserva, sabemos que hasta finales del siglo XVII estuvo cubierta por una bóveda de ladrillo de medio cañón. Tiene dos ventanas de arco de medio punto, una en el lateral sur y la segunda en el lado oeste, en el espacio del coro, las dos también con vidrieras recientes. Por el lateral sur de la nave se accede a la torre, en cuya parte baja estuvo situada antiguamente la sacristía. Por otra puerta contigua se accede a la actual sacristía, posteriormente construida, que rellena el hueco exterior que forman la fachada sur y la torre.
La capilla ha sido fechada a principios del siglo XVI, siempre antes de 1525, año en el que empieza a construirse la catedral de Segovia.
Su estilo pertenece al gótico final. La forma de tratar el ábside poligonal y el tramo recto del presbiterio como un espacio único cubierto por la misma bóveda es muy poco frecuente. De esta forma, la cabecera de San Sebastián de Revenga, que no tiene precedentes en la provincia de Segovia, ha sido puesta en relación con la capilla del monasterio de San Juan de los Reyes de Toledo, obra de Juan de Guas, trazada por Juan de Arandia en 1499.

### Exterior
Toda la iglesia está rodeada por el antiguo cementerio, a excepción de la fachada oeste que cuenta con dos puertas para el acceso al mismo, a izquierda y derecha de la entrada principal. En la fachada sur se conservan las columnas y el cargadero, todo de granito, de una puerta, ahora cegada. Seguramente en tiempos servía de acceso directo al cementerio, desde la nave de la iglesia. Este cementerio se ha estado utilizando hasta ser sustituido por el nuevo cementerio local de San Sebastián, situado en el Soto, en el que se realizó el primer enterramiento a finales de diciembre de 1994.